# Couvains (Manica)
Couvains è un comune francese di 452 abitanti situato nel dipartimento della Manica nella regione della Normandia.

## Società

### Evoluzione demografica
Abitanti censiti